# Palacio de Villalcázar
El palacio de Villalcázar es un edificio del siglo XVIII situado en la ciudad de Málaga, España.

## Historia
El Palacio toma su nombre del octavo Conde de Villalcázar de Sirga, José María Echevarri y Chacón, que también era tercer Conde de Buenavista por haber sucedido a su tío, el segundo Conde, al no tener éste descendientes. Es en este palacio de Villalcázar, donde residieron los primeros Condes de Buenavista, que fue la primera residencia mandada construir por el primer Conde de Buenavista.
Posteriormente los condes de Buenavista residieron en el Palacio de Buenavista, actualmente Museo Picasso de esta ciudad. (la denominación de "condes de Buenavista" es correcta hasta que en 1915 fue cambiada por la de "condes de Buenavista de la Victoria", al ser rehabilitado este título por María Josefa de Guillamas y Caro que pasó a ser, con esta nueva denominación, VII Condesa de Buenavista de la Victoria.)

## Características
Se trata de una edificación residencial levantada en el siglo XVIII, aunque ha sufrido importantes modificaciones, ubicada en el centro histórico y que alberga la sede de la Cámara de Comercio de Málaga.
Del interior son destacables las columnas de mármol del patio. En el exterior figura una portada de piedra sobre un balcón corrido, una torre mirador y restos de pinturas de tipo geométrico. 